# DN Galan

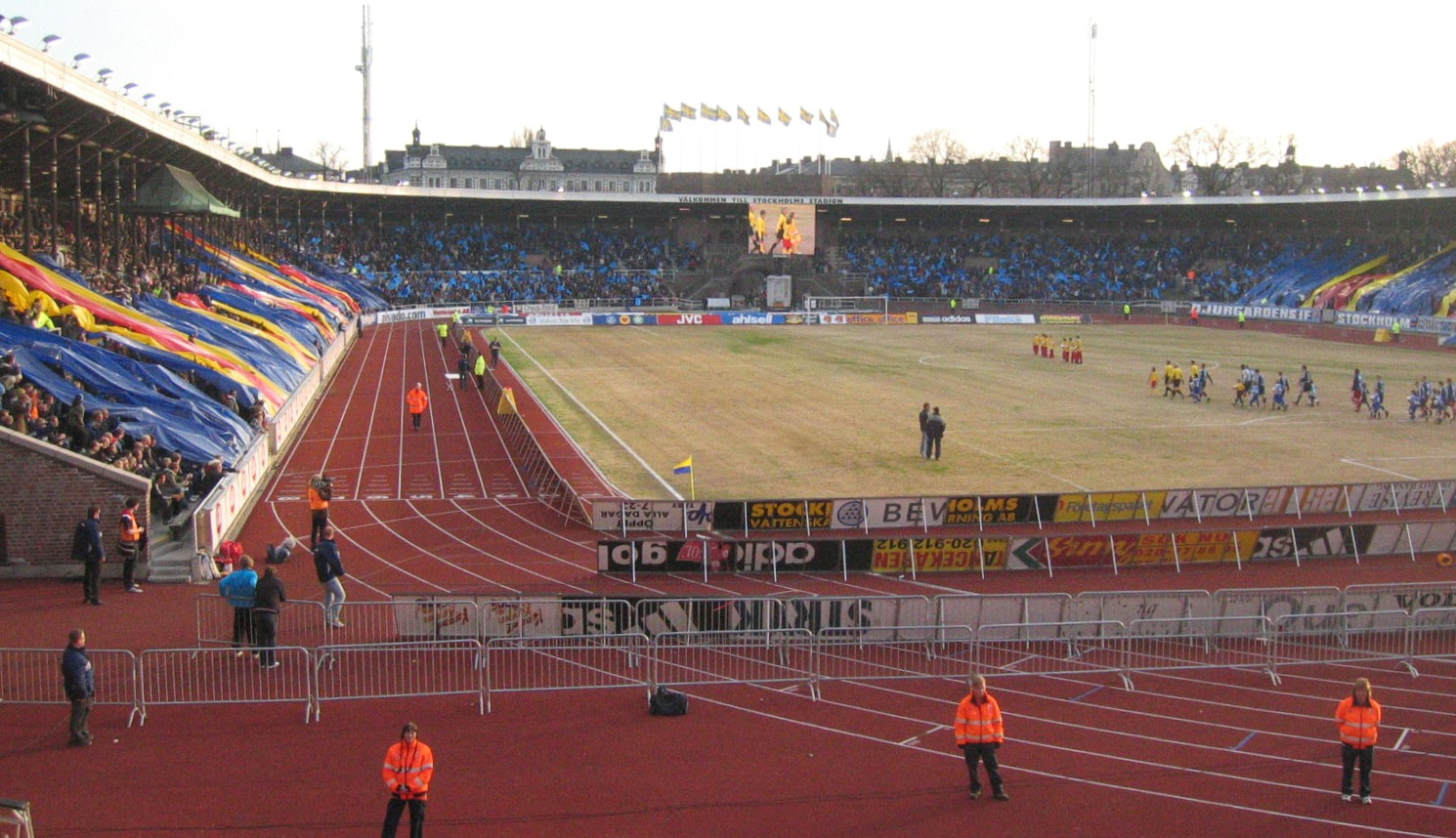
Estádio Olímpico de Estocolmo

O Stockholm Bauhaus Athletics DN Galan é um meeting de atletismo que se desenrola todos os anos em Estocolmo, Suécia, desde 1967. Faz parte atualmente da Liga de Diamante e é sediado no Estádio Olímpico de Estocolmo, em regra acontece sempre em julho ou agosto.